# Monica Haider
Kerstin Laila Monica Haider, född Bengtsson 3 augusti 1963 i Virestads församling i Kronobergs län, är en svensk politiker (socialdemokrat). Hon är ordinarie riksdagsledamot sedan 2014, invald för Kronobergs läns valkrets.
Haider är bosatt i Eneryda i Älmhults kommun och är i grunden metallarbetare. Hon blev kommunpolitiker i Älmhult efter valet 1994 och sitter sedan dess i kommunfullmäktige. Från 1998 till 2010 var hon kommunalråd och har suttit i kommunstyrelsen i kommunen. Hon är invald som riksdagsledamot sedan riksdagsvalet 2014. Hon var ordförande för socialdemokraternas partidistrikt i Kronoberg mellan 2009 och 2020 och ersättare i socialdemokraternas partistyrelse mellan 2005 och 2021.